# An Miller
An Miller (Anderlecht, 1974) is een Belgische actrice, voornamelijk bekend van In de gloria en Het eiland.

## Levensloop
An Miller studeerde in 1996 af aan de Studio Herman Teirlinck. In het theater speelde ze met de gezelschappen Blauwe Maandag Compagnie, Nieuwpoorttheater, Het Gevolg, de Roovers en de jeugdtheatergezelschappen HETPALEIS en BRONKS.
In het seizoen 2007/2008 las zij samen met Adriaan Van den Hoof en Bruno Vanden Broecke in de Man bijt hond-rubriek De Lustige Lezers een strip van De Kiekeboes voor, ze nam onder andere het personage Fanny voor zich. Later las ze ook een deel van een strip van F.C. De Kampioenen voor.
In 2007 speelde ze mee in de film Dagen zonder lief van Felix Van Groeningen. In 2008 speelde ze ook mee in de film Loft van Erik Van Looy en Bart De Pauw. In 2009 speelde ze in de serie Jes de ex-vrouw van Felix, die door Wouter Hendrickx werd gespeeld. In 2011 speelde ze in de fictiereeks De Ronde van Jan Eelen, in 2012 is ze te zien in de langspeelfilm Tot altijd van Nic Balthazar en speelt ze met haar echtgenoot Filip Peeters in Salamander, een fictiereeks voor Eén.
Ze is getrouwd met de acteur Filip Peeters, met wie ze twee dochters heeft.

## Films
- Een jaloerse koe (1997)
- Singles (1999)
- Eenzaam zonder jou (1999)
- Billet-Doux (2000)
- Penalty (2000)
- Nicolas (2000) - als Iris
- Fernsehturm (2006)
- Dagen zonder lief (2007) - als blonde Kelly
- Loft (2008) - als Ellen Van Outryve
- The Big Ask (2008)
- Tot altijd (2012) - als Sofie
- Wat mannen willen (2015) - als mevr. De Beus
- Allemaal Familie (2017) - als An Miller
- Familie (2021)

## Televisie
- Thuis (1996) - als Sarah
- Terug naar Oosterdonk (1997) - als verpleegster
- Heterdaad (1997) - als Sophie Kronenbergs
- F.C. De Kampioenen (1997) - als klant
- Engeltjes (1999) - als Juliette
- Flikken (2000) - als Shelly Vincke
- In de gloria (2000-2001) - verschillende rollen
- Het eiland (2004-2005) - als Liesje Walschaerts
- Aspe (2007) - als Antje Swaegers
- Jes (2009) - als An
- Witse (2009) - als Elise Goeleven
- De Ronde (2011) - als Vera Hardeel
- Zone Stad (2011) - als Lieve
- Salamander (2012-2013) - als Sarah Debruycker
- Albert II (2013) - als Delphine Boël
- Aspe (2014) - als Beatrijs Smits
- Vermist (2014) - als Jana
- Lang Leve... (2014) - als kassierster van bioscoop
- Safety First (2014) - als Kim Van Cleemput
- Callboys (2016) - als Bianca
- #hetisingewikkeld (2017-2020) - als Lien
- De infiltrant (2018) - als Kathy Potvin
- Leef (2021) - als Naomi
- De Kraak (2021) - als Anouk Nachtergaele
- De Bunker (2022) - als Inés
- Twee Zomers (2022) - als Romée Tanesy
- Assisen (2023-heden) - als procureur Anna Senden
- Zonder Afspraak (2023) - als Marie
- 20 jaar Het Eiland (2024) - als zichzelf